# 이반 이바노비치와 이반 니키포로비치가 싸운 이야기
《이반 이바노비치와 이반 니키포로비치가 싸운 이야기》(러시아어: Повесть о том, как поссорился Иван Иванович с Иваном Никифоровичем 포베스티 오 톰 카크 포소필샤 이반 이바노비치 스 이바놈 니키포로비쳄[*])는 러시아 제국의 소설가 니콜라이 고골이 집필한 중편 소설이다. 1833년 집필이 완료되어 1834년 알렉산드르 스미르딘의 잡지 《노보셀리예》에 최초로 발표되었으나 검열로 인해 작품의 일부분이 삭제되었다. 이후 검열을 거친 개정판이 작품집 《미르고로드》에 1835년 실려 재출판되었다.

## 등장 인물
- 화자

이름이 알려지지 않은 인물로, 본 작품의 서술자이다.
- 이반 이바노비치 페레레펜코
(Иван Иванович Перерепенко)

미르고로드 지방에 사는 지주(러시아어: помещик 포메시크[*])이다.
- 이반 니키포로비치 도브고치훈
(Иван Никифорович Довгочхун)

이반 이바노비치가 소유한 토지 옆에 사는 지주로, 이반 이바노비치의 친구이다.
- 아가피야 페도세예브나
(Агафия Федосеевна)

이반 니키포로비치의 지인으로, 그와 이반 이바노비치 간의 사이를 이간질한다.
- 데미얀 데미야노비치
(Демьян Демьянович)

미르고로드군 법원의 판사로, 이반 이바노비치와 이반 니키포로비치를 화해시키려 시도한다.
- 표트르 표도로비치
(Пётр Фёдорович)

경찰서장으로, 이반 이바노비치와 이반 니키포로비치를 화해시키기 위해 노력한다.
- 애꾸눈 이반 이바노비치
(Кривой Иван Иванович)

이반 이바노비치와 동명이인으로, 경찰서장 표트르 표도로비치가 주최한 연회에서 이반 이바노비치와 이반 니키포로비치를 화해시키자는 제안을 한다.
- 안톤 프로코피예비치 골로푸즈
(Антон Прокофьевич Голопузь)

경찰서장 표트르 표도로비치가 주최한 연회에 초대받은 인물로, 애꾸눈 이반 이바노비치가 제안한 화해를 실현시킬 계획을 세운다.

## 줄거리

### 1장: 이반 이바노비치와 이반 니키포로비치
이반 이바노비치는 미르고로드 지방에 사는 지주로, 큰 텃밭에서 나는 온갖 종류의 채소와 훌륭한 집을 소유하고 있다. 또한 그는 좋은 성품의 소유자로, 하인의 아이들에게 음식을 주고 빈자에게 베푸는 사람이다.
그의 옆집에 사는 이반 니키포로비치 또한 무례한 말을 절대 하지 않으려 하는 좋은 사람이였으나, 화가 많아 자제력을 잃기 일쑤이다.

### 2장에서는 이반 이바노비치가 뭘 원했는지, 이반 이바노비치와 이반 니키포로비치의 대화가 무엇에 관했는지와 대화가 어떻게 끝났는지를 알 수 있다
어느 날 이반 이바노비치는 이반 니키포로비치의 하인인 노파가 가지고 나오는 총에 큰 흥미와 물욕을 느끼게 되었다.
그는 이반 니키포로비치에게 총을 받아내기 위하여 그가 권총을 쓰지 않는다는 점을 들어 회유를 시도하나 거절당하고, 이후 돼지와 귀리 두 포대를 이용해 재협상을 시도하나 다시 거절당하고 만다.
협상은 말다툼과 서로에 대한 모욕으로 번지게 되었고 결국 두 사람은 절교하고 서로의 집으로 돌아간다.

### 3장: 이반 이바노비치와 이반 니키포로비치가 싸운 후 무슨 일이 일어났는가?
두 사람이 싸운 후, 이반 이바노비치는 평소와는 달리 일을 잘 하지 못했고 작은 일에도 크게 화를 냈다. 하지만 그는 다시 일을 하기 시작했고 맛있는 보르시를 먹고 기분이 풀려 이반 니키포로비치와 화해를 하러 가나, 곧 포기한다. 그리고 이반 니키포로비치가 그의 하인이 이반 이바노비치의 마당으로 넘어오는 것을 강하게 만류하는 목소리를 듣고 크게 실망했으며, 이로 인해 화해는 파토나고 만다.
저녁 무렵 이반 니키포로비치의 지인 아가피야 페도세예브나가 그의 집에 찾아왔으며, 그녀는 이반 이바노비치와 절대로 화해하지 말 것을 촉구한다. 또한 그녀는 두 사람 간의 사이를 이간질했으며, 이는 결국 이반 이바노비치가 이반 니키포로비치의 집 기둥을 잘라 집을 무너뜨리게 하는 결과를 초래한다.
이반 이바노비치는 이반 니키포로비치가 그의 집에 불을 지를까 걱정에 시달렸으며, 이후 이반 니키포로비치에게 경고하기 위해 미르고로드군의 법원에 청원서를 제출한다.

### 4장: 미르고로드군 법원 앞에서 일어난 일에 대하여
미르고로드군 법원의 판사 데미얀 데미야노비치는 서기와 대화를 나누던 중 이반 이바노비치를 맞이하게 된다. 이반 이바노비치는 이반 니키포로비치에게 자신을 '거위'(러시아어: гусак 구사크[*])라 칭하며 모욕하고 방화를 시도했을 것으로 추정되는 점을 빌미로 고소장을 제출할 것을 데미얀 데미야노비치에게 알렸고, 그는 이에 경악하며 이반 이바노비치를 말렸으나 소용이 없었고 이반 이바노비치는 떠나게 된다.
얼마 지나지 않아 이반 니키포로비치 또한 이반 이바노비치가 자신의 집을 부순 것에 대해 고소장을 제출했으며 두 고소장 모두 승인되었다. 하지만 돼지 한 마리가 고소장을 낚아채 달아났으며 이 기이한 절도 사건은 경찰에게 넘어가게 된다.

### 5장: 미르고로드의 두 명예로운 인물이 묘사됨
경찰서장 표트르 페트로비치는 이반 이바노비치의 집에 찾아가 이반 이바노비치가 소유한 돼지가 중요 문서를 절도한 사건을 이반 이바노비치에게 추궁하나, 이반 이바노비치는 이 사건에 대해 자신은 책임이 없다며 경찰서장과 논쟁을 시작한다. 사건을 조용히 끝내고 싶다면 돼지를 도축하면 된다는 경찰서장의 조언을 이반 이바노비치는 받아들이고, 이반 이바노비치와 이반 니키포로비치를 화해시키라는 요청을 받은 경찰서장은 자초지종을 설명하나 이반 이바노비치는 크게 화를 내며 거절한다.

### 6장: 독자는 이 장에 담긴 모든 것을 쉽게 이해할 수 있음
이반 니키포로비치는 이반 이바노비치의 돼지가 자신의 고소장을 훔쳐 간 사실을 알게 되었고, 아가피야 페도세예브나의 강권으로 법원에 이반 이바노비치를 강력 처벌할 것을 요청하는 청원서를 제출한다. 이후 두 사람을 화해시키려는 시도가 이루어졌으나, 실패했다.
오랜 시간이 지난 후, 경찰서장이 연 큰 연회에 이반 이바노비치가 초대받았다. 연회에 참석한 사람 중 하나인 이반 이바노비치와 동명이인인 애꾸눈 이반 이바노비치는 이반 이바노비치와 이반 니키포로비치를 화해시킬 계획을 세웠고, 이반 니키포로비치를 연회에 초대하기 위해 여러 준비를 한다. 이 계획은 안톤 프로코피예비치 골로푸즈가 맡게 된다.

### 7장: 그리고 마지막
이반 니키포로비치는 연회에 가는 것을 처음에는 완강히 거부하나, 안톤 프로코피예비치의 강력한 설득에 감화되어 연회에 참석하게 된다. 맛있는 요리들이 한 상 가득 차려진 식탁에서 이반 이바노비치와 이반 니키포로비치는 만나게 되고, 두 사람은 침묵 속에 식사를 한다.
두 사람은 자리를 피하려 했으나 경찰서장과 애꾸눈 이반 이바노비치는 두 사람을 화해시키기 위해 서로의 쪽으로 그들이 앉은 의자를 밀기 시작했다. 두 사람 모두 완강히 저항했으나 결국 둘은 맞닿았고, 이반 이바노비치와 이반 니키포로비치는 서로에 대한 대화를 시작한다.
두 사람 사이에 쌓인 앙금이 사라지기 직전, 이반 니키포로비치는 이반 이바노비치가 격분했던 '거위'라는 모욕적인 단어를 실수로 입 밖으로 내고 말았고, 두 사람의 화해는 파토나고 말았다. 이반 이바노비치는 집으로 달려가 자신이 숨겨둔 금화를 찾아내 법조인들에게 뇌물로 주어 재판을 자신의 승리로 끝내려고 하나, 이는 무려 십 년 간 미루어졌다.
아주 오랜 시간이 지난 후, 작품의 화자는 12년 만에 미르고로드를 방문하여 이반 이바노비치와 이반 니키포로비치를 방문했다. 이반 이바노비치는 여전히 내일이면 소송이 끝날 것이라고 굳게 믿고 있으며 이반 니키포로비치는 소송을 위해 먼 곳에 위치한 폴타바까지 가는 것을 마다하지 않는다.

## 참고 문헌
- 니콜라이 고골 (2022년 6월 10일). 《구식의 지주들》. 달섬 세계고전. 번역 허선화. 달섬. ISBN 9791163721550.
- 김문황 (1999년 12월). “「 이반 이바노비치와 이반 니끼포로비치가 어떻게 싸웠는가에 관한 이야기 」 에 반영된 고골 문학세계”. 《슬라브연구》 (한국외국어대학교 러시아연구소) 15: 111-112. (구독 필요).